# Slávy dcera
Slávy dcera je rozsáhlá lyricko-epická básnická skladba Jána Kollára napsaná v humanistické češtině Bible kralické a rozvíjející ideu panslavismu. V prvním vydání (1824) obsahovala krom známého Předzpěvu, jenž je (jako jediná část básně) psán časomírou, tři zpěvy a 151 znělek (sonetů), ve 2. vydání (1832) šlo již o pět zpěvů s 615 znělkami a počet se zastavil až na konečných 645 znělkách ve 4. vydání roku 1852. Při tvorbě skladby se Kollár inspiroval Dantovou Božskou komedií.
Slávy dcera (Slávou je míněna bohyně ztělesňující slovanství) obsahuje obrovské množství kulturních a historických aluzí. Sám Kollár proto vydání z roku 1832 doplnil vysvětlivkami s názvem Výklad čili přímětky a vysvětlivky ku Slávy dceře (o cca 500 stranách). Současnému čtenáři je však skladba stejně velmi těžko srozumitelná.

## Vznik skladby

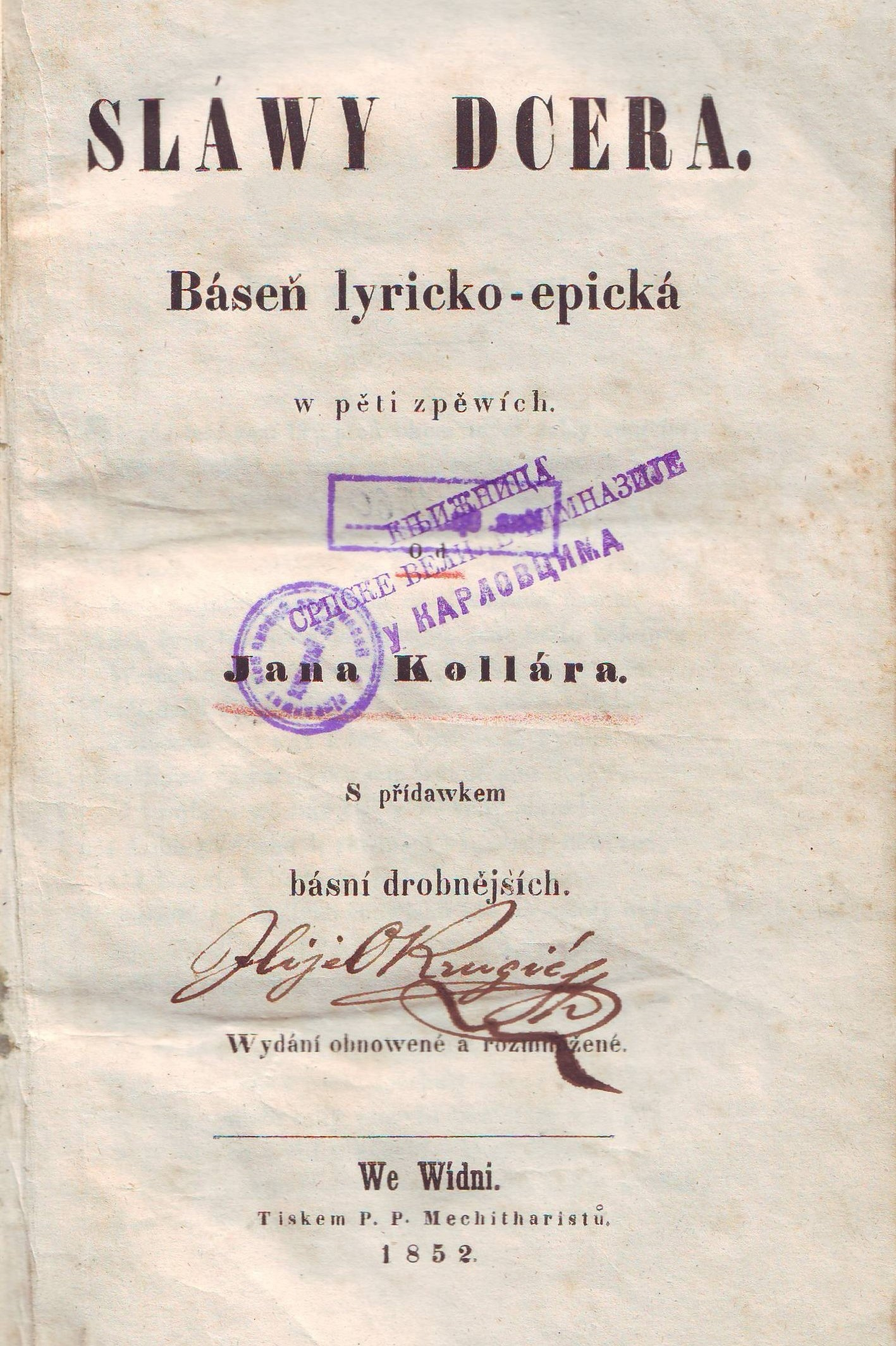
Slávy dcera, vydání z roku 1852

Prvních 86 milostných znělek opěvujících dívku Mínu (ideál slovanské dívky vytvořené básníkem podle jeho milenky, Němky Frederiky Wilheminy Schmidtové), které se později staly jádrem prvního vydání Slávy dcery (označeného jako druhé), se objevilo roku 1821 v Básních Jana Kollára vydaných Josefem Jungmannem (šlo tedy asi o dvě třetiny znělek z pozdějšího prvního vydání). K nim Kollár přidal další, takže první vydání z roku 1824 (pro potíže s rakouskou cenzurou vyšlo v Budíně) již obsahovalo 151 znělek a k milostným veršům přibyla vlastenecká poezie. Mína splynula s vybájenou dcerou bohyně Slávy, a stala se tak symbolem Slovanstva. Skladbu Kollár rozdělil na 3 zpěvy po 50 znělkách. Jednotlivé zpěvy jsou pojmenovány podle řek protékajících původním slovanským územím (Sála, Labe a Duna]), které básník postupně navštěvuje. Kromě zpěvů obsahuje skladba Předzpěv psaný časoměrným veršem a závěrečný nečíslovaný sonet, který je básnickým pozdravem „Tatranům" (Slovákům) a Čechům. Těchto 151 znělek patří podle názoru dobové i současné kritiky k nejlepším z celé skladby.
Druhé vydání z roku 1832 přineslo velké rozšíření textu. První tři zpěvy obsahovaly již 388 znělek, druhý zpěv byl rozšířen (Labe, Rén. tj. Rýn, Vltava) a navíc přibyly další dva zpěvy, Lethe (Léthé, tj. slovanské nebe) a Acheron (slovanské peklo) dohromady s 227 znělkami (celkem tedy 615 znělek), takže se vcelku reálná pozemská pouť změnila podle Dantova vzoru v pouť mystickou. Pro vysvětlení historických souvislostí a alegorických vyjádření připojil Kollár ke skladbě řadu komentářů. Toto rozšíření skladby bylo přijato s určitými rozpaky (především od Čelakovského a Chmelenského) nad tím, že původní pěkné znělky se v rozsáhlé nové verzi v podstatě „utopily", ale kritika byla všeobecně příkře odmítnuta.
Ve třetím vydání z roku 1845 přibylo již jen 7 znělek a ve čtvrtém z roku 1852 dalších 23. Tato poslední verze obsahuje tedy 645 znělek.

## Obsah skladby
V konečné verzi obsahuje Slávy dcera Předzpěv a pět zpěvů:
1. Sála,
2. Labe, Rén, Vltava,
3. Dunaj,
4. Lethe,
5. Acheron.

### Předzpěv
Předzpěv je mohutnou elegií na zašlá západní sídla Slovanů. Zamýšlí se nad tragickým osudem těchto kmenů a v patetické linii střídá tóny smutku s vášnivou obžalobou, minulý nezdar s nadějí na novou budoucnost. Radí se přichýlit k velikému dubisku, kterým myslí Rusko jako silného ochránce slovanských zájmů, a propaguje panslavismus.
Aj zde leží zem ta před okem mým slzy ronícím,
někdy kolébka, nyní národa mého rakev.
Stůj noho! posvátná místa jsou kamkoli kráčíš,
k obloze, Tatry synu, vznes se, vyvýše pohled,
neb raději k velikému přichyl tomu tam se dubisku,
jež vzdoruje zhoubným až dosaváde časům.
Účtuje se závistnou Teutonií a s odrodilými syny národa. Odsuzuje útisk a křivdy, které byly na Slovanech v minulosti spáchány, neodsuzuje však Němce jako národ, ale jen kruté tyranské zotročovatele. Promlouvá nejen jménem Slovanů ale i jménem obecných principů lidskosti platných pro všechny národy.
Sám svobody kdo hoden, svobodu zná vážiti každou,
ten kdo do pout jímá otroky, sám je otrok.

### Sála
Bohyně Sláva si v radě bohů stěžuje na to, jaké křivdy a utrpení museli Slované v minulosti vytrpět. Bohové rozhodnou, aby byla stvořena dcera Slávy, která by Slovanům odčinila jejich utrpení. Bůh lásky Milek (Amor) vytvoří z kvetoucí lípy spanilou Mínu, jež má být ochránkyní Slovanstva. Tato Slávy dcera se zjeví básníkovi, jenž se do ní zamiluje pro její duševní i tělesný půvab. Mína jej provází kolem řeky Sály, označené za pamětníka dávných dob, kdy zde původně žili Slované. V závěru se básník loučí s Mínou s tím, že se musí vrátit k národu, ale že ji pořád vroucně miluje. Nakonec se bolestně loučí i s přírodou kolem Sály.

### Labe, Rén, Vltava
Na další cestě doprovází básníka, nešťastného z odloučení od své lásky, bůh Milek. Oba prochází Polabím místy, jež byla posvěcena slovanskými dějinami. Slovany básník charakterizuje jako nebojovný národ, což vždy někdo zneužije k jejich zotročení. Řeka Labe nad tím pláče. 
Aj, ty Labe, proč tak slzou mutnou měníš zlaté vlny v kaliště?
Ubírají se k Rénu (Rýn) a v jeho blízkosti se v Naardenu pokloní památce Jana Amose Komenského. Podle Rýna se dostanou na břehy Bodamského jezera, kde v Kostnici upálili mistra Jana Husa. Odtud jedou do Čech k Vltavě. Básník se za neustálých vzpomínek na Mínu porozhlédne po Čechách (Říp, Budeč, Mělník, Stadice), navštíví Prahu, vzpomene tragickou bitvu na Bílé hoře, setká se s českými vlastenci a nakonec navštíví Moravu a Radhošť, popisuje jeho okolí a vyzdvihuje slavné činy, které se tu odehrály. Pak básník s Milkem zamíří k Dunaji.

### Dunaj
V prvních znělkách zpěvu básník vyjadřuje svůj smutek nad ztracenou láskou. Svá trápení si chodí utišit do přírody.
Tu chci, skrytý v háj a loubí révná,
okřát na tvých ňádrech čistotných,
přírodo, ty matko ctnostivlévná
Tu sám vůkol vzhůru, dolů těkám;
strom mne v náruč přijme pokojný,
léky chystá kvítek opojný,
větrům lkáni, slzy dělím řekám.
Básník také stále vzpomíná na Mínu.
Rcete, řeky, echo, skály nahé,
jak nic nezná mluvit jiného
jazyk můj než jméno její drahé;
I vy větry letu vonného,
vdechnétež jí, jako ve dne, v noci,
jen ji myslí vše mé duše moci.
S Mílkem navštíví slovenská sídla Břetislavu (Bratislava) a Děvín, dále Nitru a Mošovce, v Uhrách pak rodiště Josefa Dobrovského Ďarmoty, Budín a Ostřihom. V Pešti se věnuje horlivé vlastenecké činnosti, zvláště když se dozvídá, že Mína zemřela, tato zpráva však byla mylná. Básník nenalézá pro své snahy u zanedbaného slovenského lidu pochopení a dokonce pomýšlí na smrt, která by ho vysvobodila z útrap života.

### Lethe
V tomto a následujícím zpěvu popisuje Mína ve svých dopisech básníkovi slovanské nebe a peklo, protože samotný básník do těchto krajin nemůže. Nebe je podle Míny ve středu Všehomíra a je obklopeno řekou zapomnění Lethe (Léthé). Matka Sláva Mínu uvitá a ona vidí kolem sebe slovanské světce, básníky, bojovníky i významné ženy, například Nestora, svatého Vladimíra, svaté Borise a Gleba, svatého Václava, Lazara, svatého Vojtěcha, věrozvěsty Cyrila a Metoděje, Alexandra Něvského, mistra Jana Husa, kněžnu Libuši, svatou Ludmilu, svatého Ivana a další. Navštíví také Kumskou Sibyllu, která prohlašuje, že staroitalské národy byly slovanského původu.

### Acheron
Z nebe odchází Mína do předpeklí (očistce), ve kterém jsou odrodilci a nepřátelé Slovanstva, a konečně do pekla, kde se nachází ti, kteří Slovanstvu nejvíce ublížili. Peklo je obtékaného Acheronem, řekou nářku. Acheron se vlévá do hrůzné řeky smrti Styx, nepřekročitelné hranicí podsvětí, společně s ohnivou řekou Flegethon a řekou zármutku Kocyt. Jako průvodce je Míně určen strážce pekla Milota z Dědic, považovaný za zrádce Přemysla Otakara II. v bitvě na Moravském poli, který ji přivede k vratům pekla.
Nad vratami pekla železnými
průčelí se černé rýsuje,
kde se nápis tento spatřuje
literami rytý glagolskými:
„Tuto Hanba s nášlapníky svými
otroky a sluhy panuje,
tu pláč, hrůza, bolest vékuje
s pokutami za hřích pekelnými"
Do pekla básník umístil například carobažné Lžidimitrije, jezuity pálící české knihy, Napoleona za přepadení Ruska, kněžnu Drahomíru za vraždu svaté Ludmily nebo Alžbětu Báthoryovou za tři sta umučených slovenských dívek a další. Básník popisuje jejich hrozná muka.
Celou báseň pak básník končí výzvou k tomu, aby Slované milovali svůj národ a plnili své vlastenecké povinnosti.
Pojďte sem, hle, příklad sobě bráti,
i k těm dobrým i k těm šibalům.
učte se svůj národ milovati;
Hučte, Tatry, hlas ten k horám Černým,
hučte, Krkonoše, k Uralům:
„Peklo zrádcům, nebe Slávům věřným.“

## Překlady
Slávy dcera byla přeložena např. do angličtiny, němčiny, polštiny a dalších jazyků. Slovenský překlad pořídil Ľubomír Feldek pod názvem Dcéra Slávy (vydal Slovenský spisovateľ, Bratislava 1979). Feldek v doslovu ke svému překladu tvrdí, že je pro Slováky obtížné skutečně pochopit a do hloubky vnímat všechny nuance Kollárovy archaické češtiny, a že překládal především proto, „aby sa z nej teda stala prečítaná báseň... a aby teda prestala byť aj v origináli nečítanou“.
Roku 2014 vydal český literární historik Martin C. Putna knihu Slávy dcera: Báseň lyricko-epická v pěti zpěvích. Překlad a výklad Slávy dcery z panslavistického mýtu do kulturní historie. Slávy dcera je zde otištěna s komentářem, který ke každému sonetu nabízí jeho „překlad" a „výklad“: překlad umožňuje lepší pochopení sonetu, výklad zahrnuje vysvětlení jmen a literárních narážek a opravu Kollárových omylů či výmyslů.

## Hudební adaptace
Předzpěv díla Slávy dcera zhudebnili a v roce 1995 vydali na albu Tichá domácnost bratři Ebenové.